# 판지 상자
판지 상자, 골판지 상자, 카드보드 박스(cardboard box)는 주로 물품 및 재료의 포장에 사용되는 산업적으로 사전 제작된 상자이다. 업계 전문가들은 특정 재료를 지칭하지 않기 때문에 판지라는 용어를 거의 사용하지 않는다. 판지라는 용어는 다양한 무거운 종이와 같은 재료를 지칭할 수 있으며,
여기에는 카드 스톡, 골판지,
및 판지가 포함된다. 판지 상자는 쉽게 재활용될 수 있다.

## 전문 용어
여러 종류의 용기가 때때로 판지 상자라고 불린다:

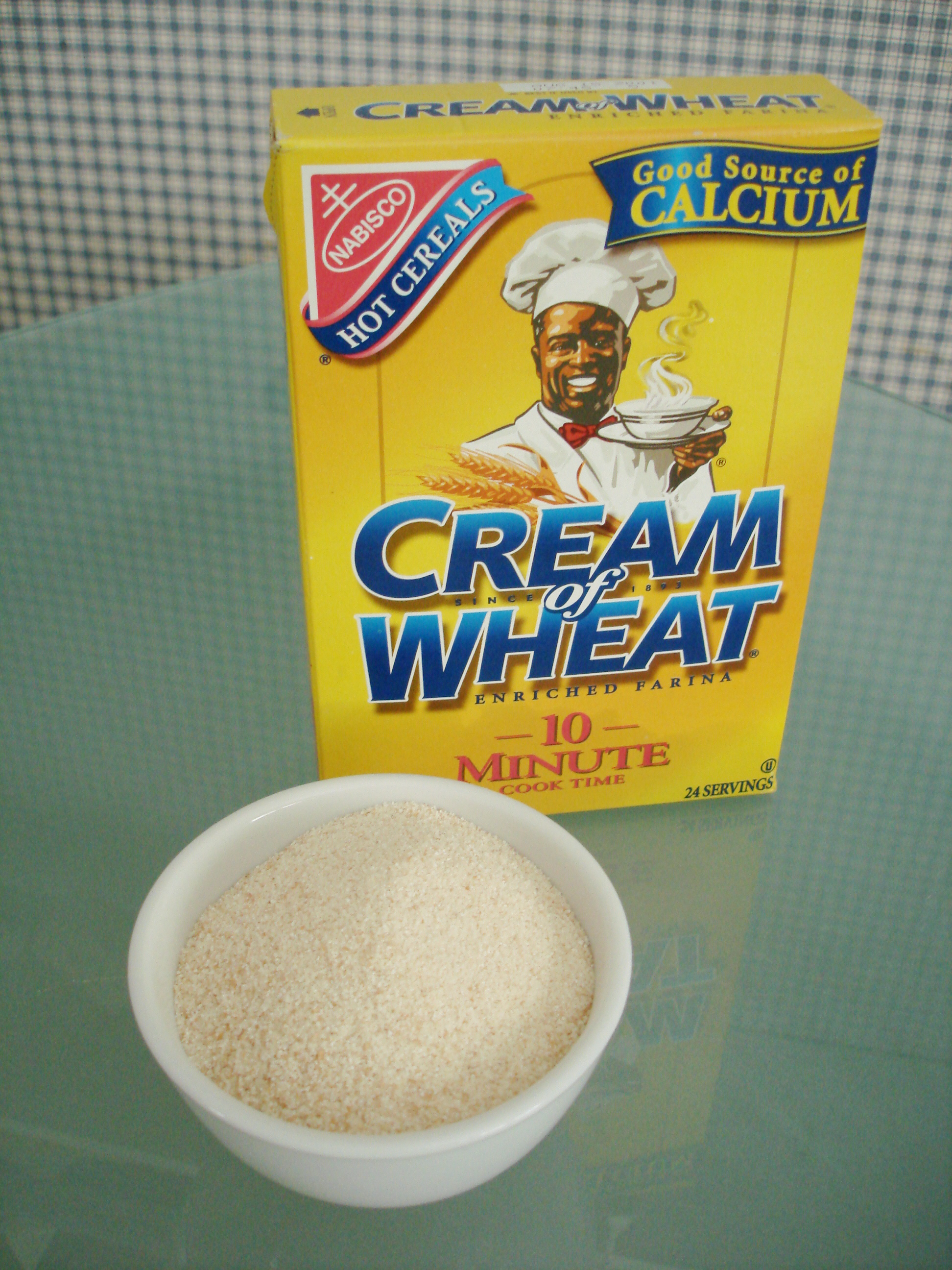
종이갑 또는 상자
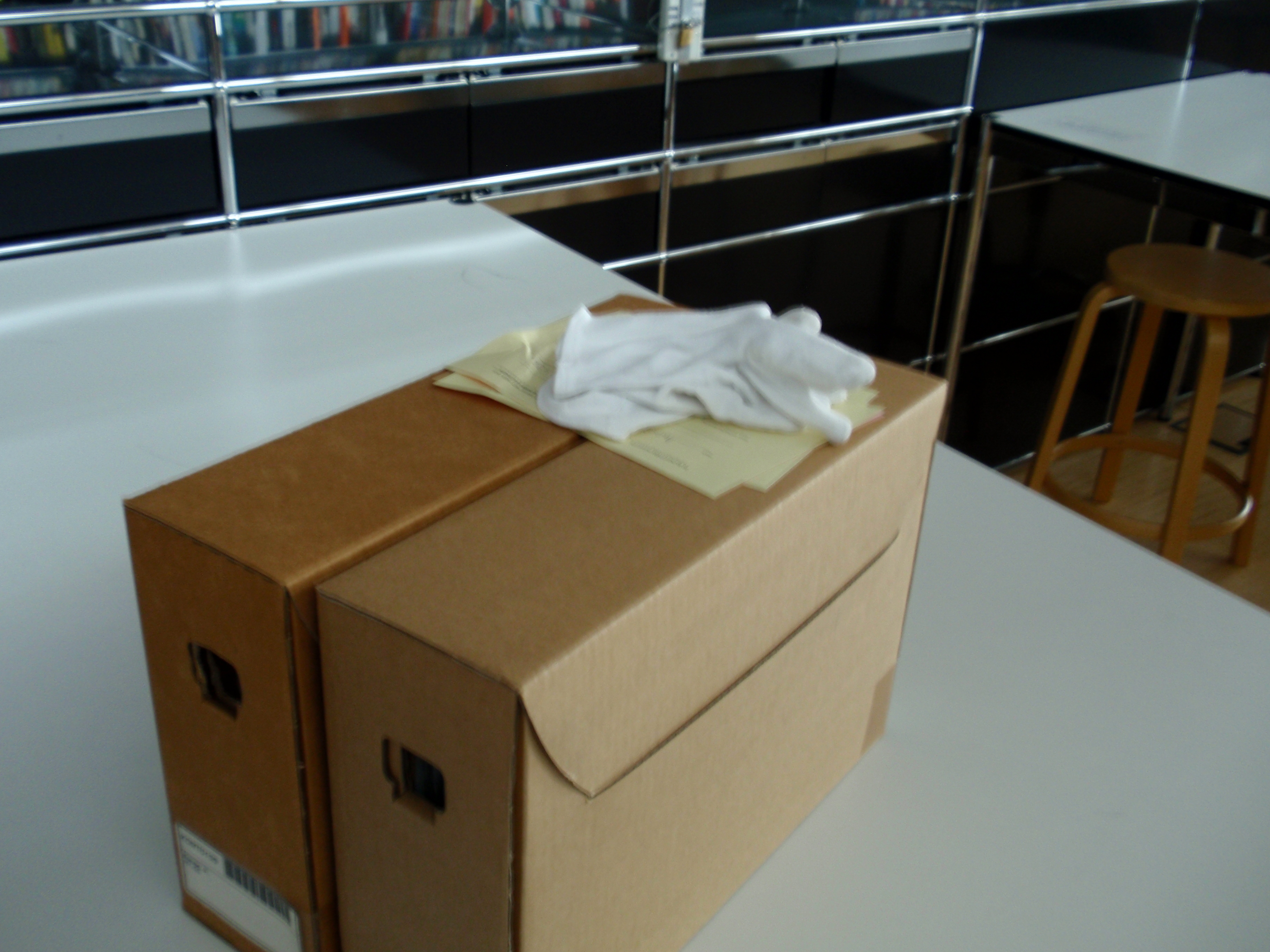
골판지 상자
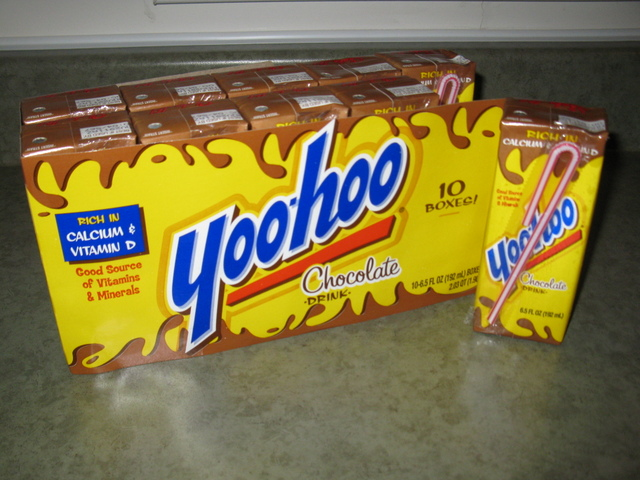
음료 상자
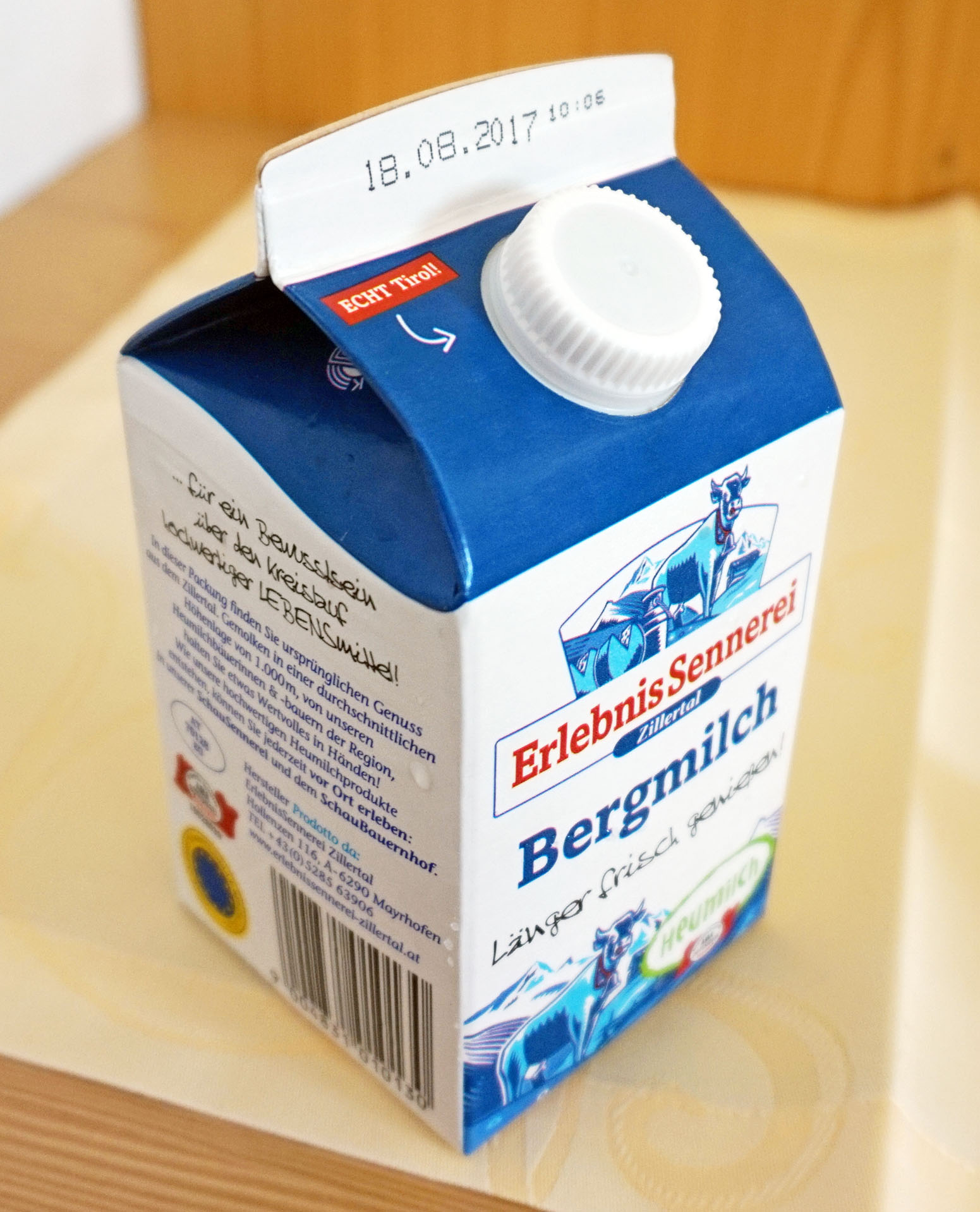
액체 포장용 판지로 만든 박공형 종이갑
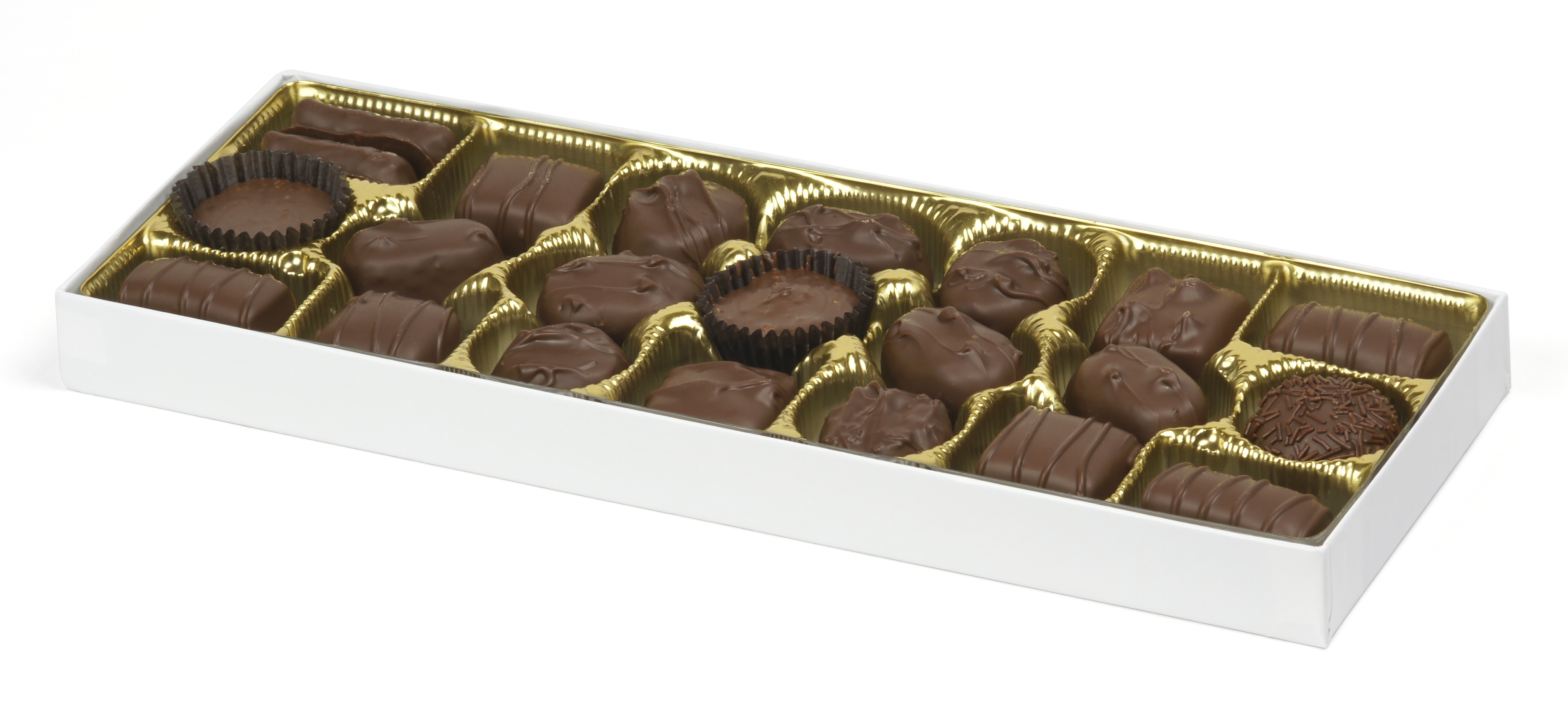
단단한 판지로 만든 세트업 상자

비즈니스 및 산업에서 재료 생산업체, 용기 제조업체, 포장 엔지니어,
및 표준화 기구,
는 더 구체적인 전문 용어를 사용하려고 노력한다. 아직 완전하고 통일된 용어 사용은 이루어지지 않고 있다. "판지"라는 용어는 특정 재료를 정의하지 않기 때문에 종종 피한다.
종이 기반 포장 재료의 광범위한 분류는 다음과 같다.
- 종이는 주로 글쓰기, 인쇄 또는 포장에 사용되는 얇은 재료이다. 나무, 넝마 또는 풀에서 추출한 셀룰로스 펄프와 같은 습한 섬유를 압착하여 유연한 시트로 건조하여 생산된다.
- 판지는 때때로 마분지로 알려져 있으며, 일반적으로 종이보다 두껍다(보통 0.25mm 또는 10포인트 이상). ISO 표준에 따르면 판지는 평량(그램 무게)이 224g/m2 이상인 종이지만 예외도 있다. 판지는 단층 또는 다층일 수 있다.
- 골판지는 때때로 골판 또는 골판지로 알려져 있으며, 플루트형 골판 매체와 하나 또는 두 개의 평평한 라이너 보드로 구성된 복합 종이 기반 재료이다. 플루트는 골판지 상자에 많은 강도를 제공하며, 골판지가 운송 및 보관에 일반적으로 사용되는 이유에 기여하는 요소이다.[8]

용기에도 여러 이름이 있다.
- 골판지로 만든 배송용 컨테이너는 때때로 "판지 상자", "종이갑" 또는 "케이스"라고 불린다. 골판지 상자 디자인에는 여러 옵션이 있다. 배송용 컨테이너는 강도와 내구성 때문에 상품 운송 및 운반에 사용되며, 따라서 골판지 상자는 운송 및 취급의 혹독함을 견디도록 설계된다.
- 판지로 만든 접는 종이갑은 때때로 "판지 상자"라고 불린다. 시리얼, 화장품, 의약품과 같은 소비재 포장에 일반적으로 사용된다. 이 종이갑은 비어 있을 때 평평하게 접을 수 있도록 설계되어 보관 및 운송 중 공간을 절약한다.
- 상자는 휘지 않는 등급의 판지로 만들어지며 때때로 "판지 상자"라고 불린다. 보석, 전자제품, 선물용품과 같은 고급 제품에 자주 사용된다. 접이식 종이갑과 달리 세트업 상자는 평평하게 접히지 않으며 완전히 조립된 상태로 배송된다.
- 판지 라미네이트로 만든 음료 상자는 때때로 "판지 상자", "종이갑" 또는 "상자"라고 불린다. 주스, 우유, 와인과 같은 음료 포장에 널리 사용된다. 이 종이갑은 액체 제품의 신선도를 유지하도록 설계되었으며 무균 포장에 자주 사용된다.

## 역사
최초의 상업용 판지 (골판지 아님) 상자는 1817년 영국의 M. Treverton & Son 사에 공로가 돌려진다.
같은 해 독일에서도 판지 상자 포장이 만들어졌다.
스코틀랜드 태생의 로버트 게어는 1890년에 미리 재단된 판지 또는 판지 상자를 발명했다. 이것은 상자로 접을 수 있는 대량 생산된 평면 조각이었다. 게어의 발명은 사고의 결과였다. 그는 1870년대에 브루클린의 인쇄업자이자 종이 봉투 제작자였는데, 어느 날 씨앗 봉투 주문을 인쇄하던 중 보통 봉투에 주름을 잡는 데 사용되던 금속 자가 위치를 옮겨 봉투를 잘라버렸다. 게어는 한 번의 작업으로 자르고 주름을 잡으면 미리 제작된 판지 상자를 만들 수 있다는 것을 발견했다. 이 아이디어를 골판지에 적용하는 것은 20세기 초에 재료를 사용할 수 있게 되면서 간단한 발전이었다.
판지 상자는 1840년경 프랑스에서 견섬유 제조업자들이 누에나방과 그 알을 운반하기 위해 개발했으며, 1세기 이상 동안 판지 상자 제조는 발레아스 지역의 주요 산업이었다.
가벼운 시리얼의 출현은 판지 상자의 사용을 증가시켰다. 시리얼 종이갑으로 판지 상자를 처음 사용한 회사는 켈로그 컴퍼니였다.
골판지(주름진 종이)는 1856년 영국에서 특허를 받았고, 높은 모자의 안감으로 사용되었지만, 골판지는 1871년 12월 20일까지 특허를 받지 못하고 운송 재료로 사용되지 않았다. 이 특허는 뉴욕시의 앨버트 존스에게 단면(단면) 골판지에 대해 발행되었다.
존스는 골판지를 병과 유리 랜턴 굴뚝을 포장하는 데 사용했다. 대량의 골판지를 생산하는 최초의 기계는 1874년 G. 스미스가 만들었고, 같은 해 올리버 롱은 양면에 라이너 시트가 있는 골판지를 발명하여 존스의 디자인을 개선했다.
이것이 오늘날 우리가 아는 골판지 상자였다.
미국에서 제조된 최초의 골판지 상자는 1895년에 나왔다.
1900년대 초에는 나무 상자와 박스가 골판지 운송용 종이갑으로 대체되고 있었다.
1908년까지 "골판지"와 "골판지"라는 용어는 모두 종이 무역에서 사용되었다.

## 공예 및 오락
판지 및 기타 종이 기반 재료(판지, 골판지 등)는 과학 실험, 어린이 장난감, 코스튬 또는 단열 라이닝 등 다양한 프로젝트 제작을 위한 저렴한 재료로 주용도 이후의 삶을 가질 수 있다. 일부 어린이들은 상자 안에서 노는 것을 즐긴다.
흔한 클리셰는 크고 값비싼 새 장난감을 받으면 아이가 장난감에 빨리 싫증을 내고 대신 상자를 가지고 놀 것이라는 것이다. 이것은 보통 농담처럼 말하지만, 아이들은 상자를 가지고 노는 것을 분명히 즐기며, 상자를 무한한 다양한 물체로 상상하며 사용한다. 대중문화의 한 예는 만화 캘빈과 홉스에서 볼 수 있는데, 주인공 캘빈은 종종 판지 상자를 "변신 기계", "복제기" 또는 시간 기계로 상상했다.
판지 상자가 놀이 기구로서 너무나 흔하게 여겨져서 2005년에는 미국 장난감 명예의 전당에 판지 상자가 추가되었다. 이는 브랜드에 한정되지 않는 몇 안 되는 장난감 중 하나로 인정받은 것이다. 그 결과, 큰 판지 상자로 만든 장난감 "집"(실제로는 귀틀집)이 로체스터의 스트롱 국립 놀이 박물관에 보관된 명예의 전당에 추가되었다.
메탈 기어 시리즈의 잠입 비디오 게임에는 판지 상자가 게임 내 아이템으로 등장하는 반복되는 개그가 있는데, 플레이어가 이를 사용하여 발각을 피할 수 있다.

## 주거 및 가구
판지 상자에서 사는 것은 고정관념적으로 노숙과 관련이 있다. 그러나 2005년 멜버른 건축가 피터 라이언은 대부분 판지로 구성된 집을 설계했다.
골판지로 만든 작은 의자나 작은 테이블이 더 흔하다. 판지로 만든 상품 진열대는 셀프서비스 상점에서 자주 발견된다.

## 충격 흡수
갇힌 공기의 질량과 점성은 상자의 제한된 강성과 함께 다가오는 물체의 에너지를 흡수하는 데 도움이 된다. 2012년 영국인 스턴트맨 게리 코너리는 수천 개의 판지 상자로 만든 3.6-미터 (12 ft) 높이의 부서지는 "활주로"(착륙 구역)에 낙하산 없이 윙슈트를 통해 안전하게 착륙했다.

## 같이 보기
- 바나나 상자, 바나나 운송을 위해 설계된 판지 상자의 한 종류
- 유로 컨테이너, 운송 및 보관을 위한 재사용 가능한 포장에 사용될 수 있는 상자 시스템
- 소포 상자 (셜록 홈즈 이야기)